# Летопись Красной Калины
Летопись Красной Калины (укр. Літопис Червоної Калини) — историко-литературное ежемесячное иллюстрированное издание львовского издательства «Червона Калина», которое выходило между 1929—1939 годами и было посвящено в основном освободительной борьбе за независимость Украины. Состояло из воспоминаний, библиографий, обзоров книг межвоенного периода, автографов и документов.
Летопись редактировали Лев Лепкий, В. Софроний-Левицкий (1933-44).
Основан летопись бывшими Украинских сечевых стрельцов и воинами Украинской Галицкой армии. Кроме материалов мемуарного и библиографического характера с национальной истории здесь появились поэзии Александра Олеся, Л. Лепкого, Р. Купчинского, А. Бабия, С. Городницкого и других, рассказы М. Матиива-Мельника «Легенда о рождении Палия», повесть Юрия Горлиса-Горского «Холодный Яр», исторические студии И. Крипякевича, А. Лотоцкого и др.. Журнал постоянно обеспечивался репродукциями картин украинских художников (М. Самокиш, А. Курилас и др.).
С 1991 года во Львове под таким же названием выходит историко-краеведческий журнал, в котором представлены и художественные произведения (Александр Олесь, Е. Маланюк, Наталья Ливицкий-Холодная, Елена Телига, А. Бабий, Г. Смольский и др.).